# Fred Rosink
Fred Rosink (Hengelo) is een Nederlands voormalig korfbalscheidsrechter op het hoogste niveau. Rosink kreeg in 1987 het KNKV ereteken voor bewezen diensten. Hij stopte in 1988 als topscheidsrechter.

## Landelijk
Rosink, als lid van korfbalclub HKC Hengelo floot in de jaren '70 en '80 korfbalwedstrijden in de Hoofdklasse, het hoogste Nederlandse niveau.
Zo floot hij belangrijke wedstrijden zoals de Nederlandse zaalfinale van 1982 en 1983.

## Internationaal
Rosink floot ook korfbalwedstrijden op internationale toernooien, namens het IKF, waaronder de finale van het WK 1984.
Dit was een omstreden finale, aangezien het de wedstrijd Nederland - België betrof. Na 1984 werd door het IKF besloten dat voortaan de wedstrijden van deze 2 landen geleid moest worden door een arbiter uit een ander land. Zo werd Rosink 1 van de laatste arbiters die de strijd tussen Nederland en België leidde.